# René Nyberg (diplomat)
Ernst René Anselm Nyberg, född 13 februari 1946 Helsingfors, är en finländsk diplomat och författare.

## Biografi
Nyberg växte upp med en far som talade finska med honom och en mor som talade svenska med honom men svenska sinsemellan. Moderns judiska ursprung fick han först reda på som tonåring. Han skrev studentexamen i Tyska skolan i Helsingfors 1965 och blev politices kandidat vid Helsingfors universitet 1969. Han arbetade på Utrikesministeriet 1971–2008. 
Nyberg blev ambassadör vid Finlands representation vid ESK i Wien 1992 och sedan 1995 ordförande för OSSE:s Minskgrupp. Han var ambassadör i Moskva 2000–2004 och i Berlin 2004–2008.
Nyberg är gift med professorn Kaisa Nyberg(fi).

## Verk
Boken Sista tåget till Moskva (Viimeinen juna Moskovaan) handlar om Nybergs judiska mor och hennes judiska kusin som bodde i Riga. Kusinen och hennes man lyckas rädda sig undan judeförföljelse och åker till Moskva men hamnar sedan i Alma-Ata. De återvänder till Riga efter kriget. Boken skildrar Nybergs judiska släktingar under kriget med en utblick över östeuropeisk judendom. Den innehåller också bilder av hans egen uppväxt i Helsingfors på 1950- och 1960-talen.